# Steinkreuz bei Kriegenbrunn

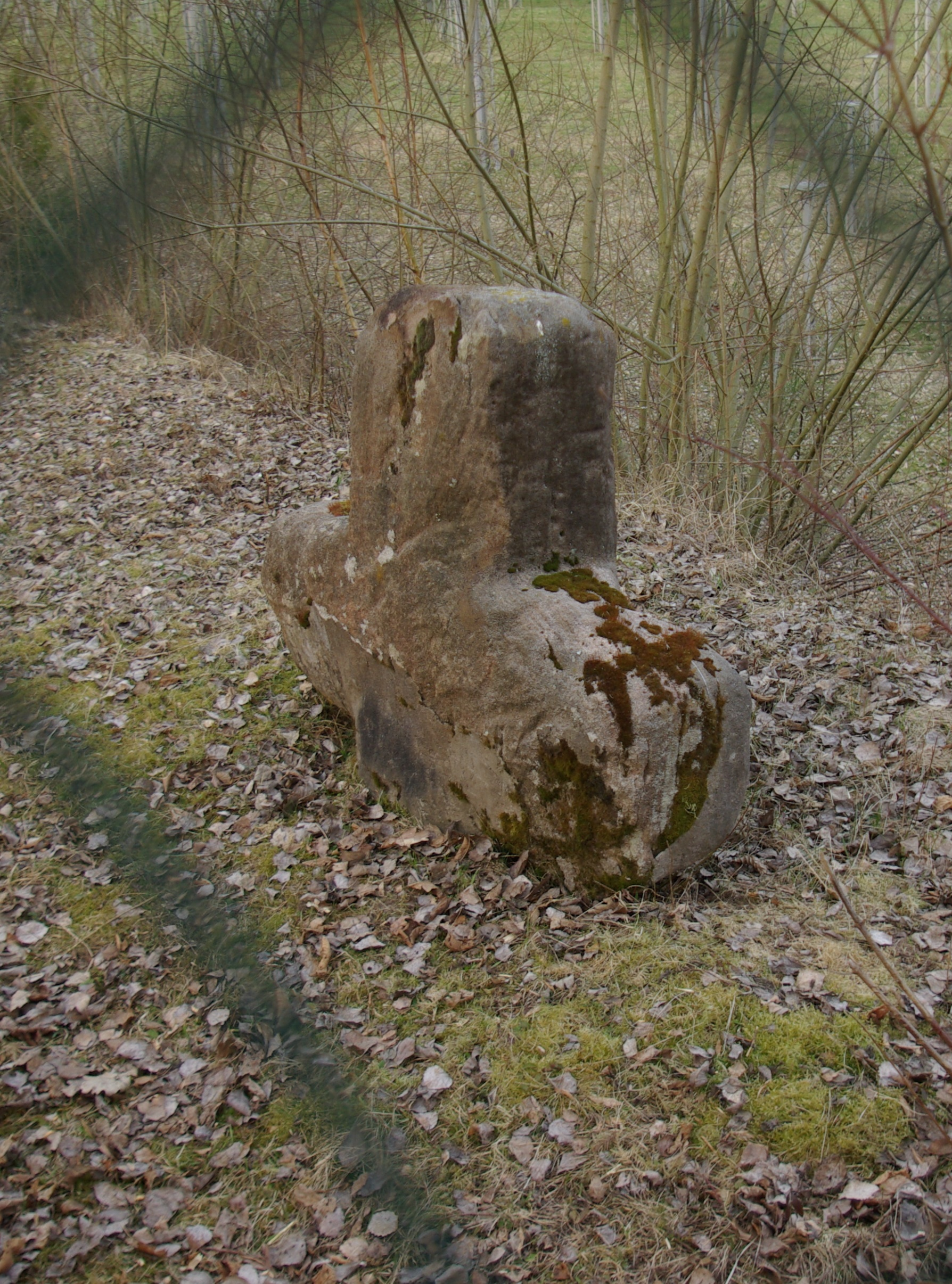
Das Steinkreuz bei Kriegenbrunn, 2011

Das Steinkreuz bei Kriegenbrunn ist ein historisches Steinkreuz im Erlanger Ortsteil Kriegenbrunn. Das Bayerische Landesamt für Denkmalpflege verzeichnet es unter der Denkmalnummer D-5-62-000-900.

## Standort
Das Steinkreuz steht nordöstlich der Schleuse Kriegenbrunn des Main-Donau-Kanals am westlichen Rand der Schaltanlage Kriegenbrunn. Der Standort des Kreuzes befindet sich innerhalb des Betriebsgeländes und ist nicht frei zugänglich, kann jedoch von außen eingesehen werden.

## Beschreibung

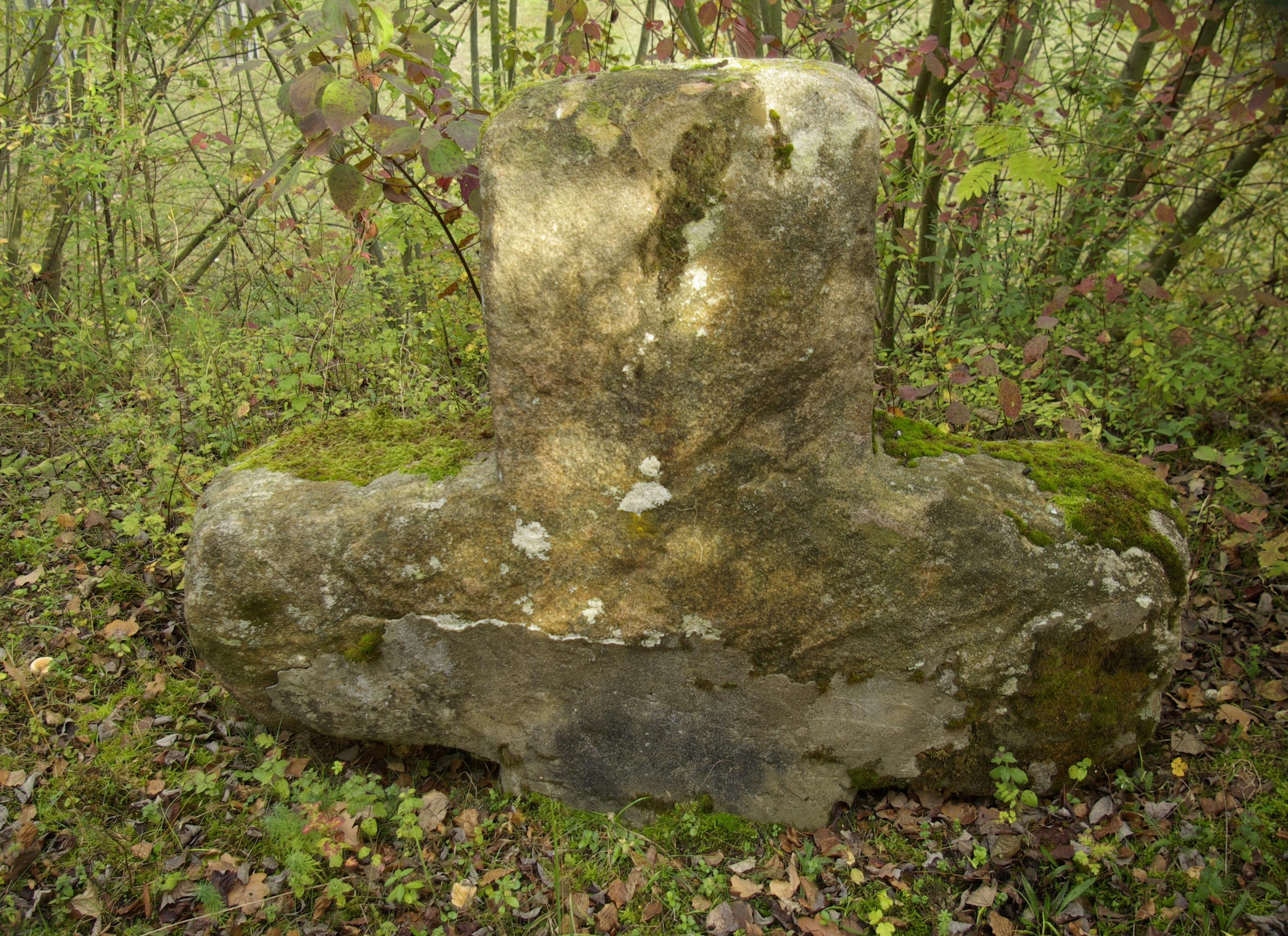
Das Steinkreuz bei Kriegenbrunn, 2012

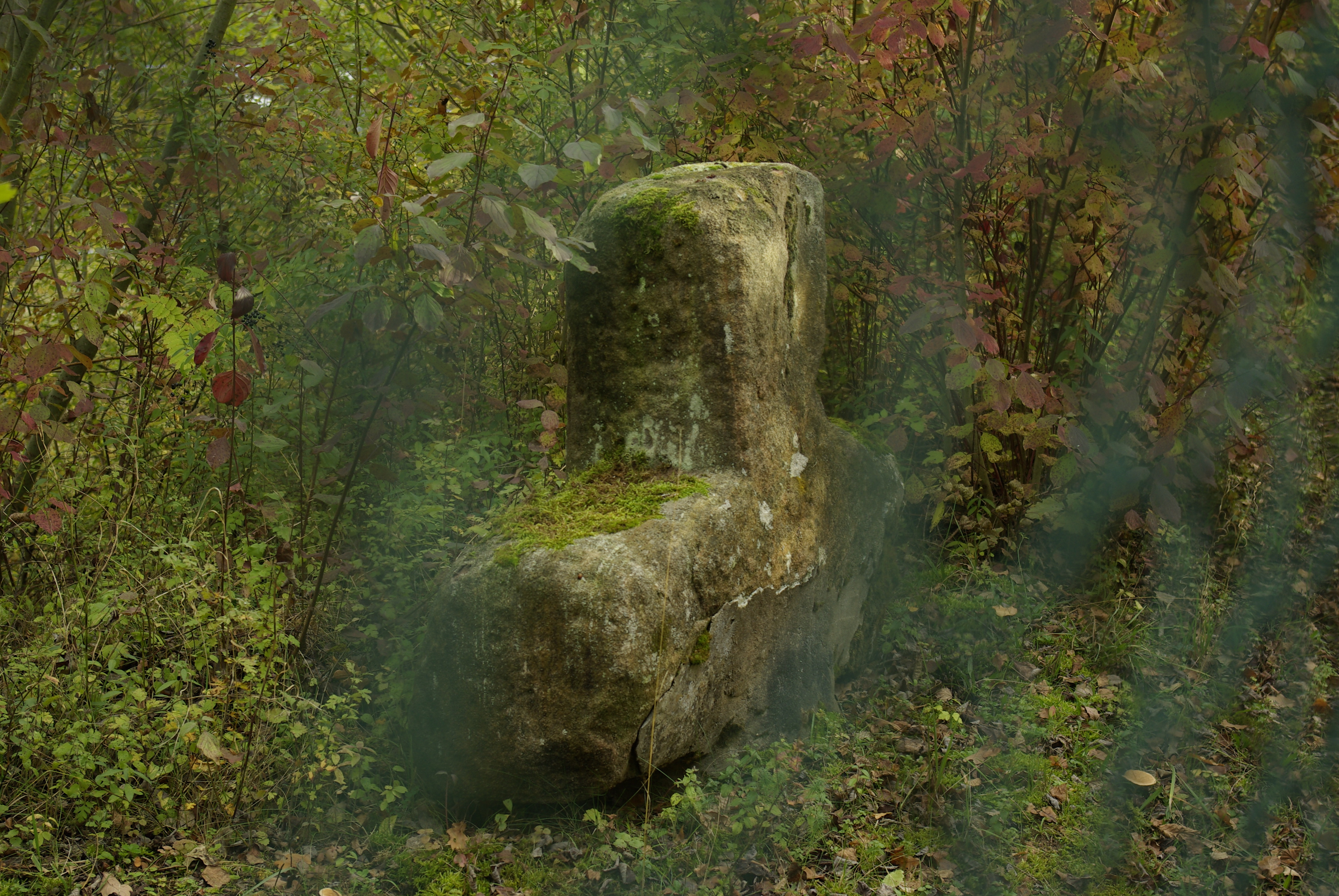
Das Steinkreuz bei Kriegenbrunn, 2012

Das fast bis zum Querbalken im Boden eingesunkene Kreuz aus Sandstein ist etwa 110 cm hoch, 120 cm breit und 35 cm tief. Oberhalb des Schaftes wurde deutlich sichtbar Zement angebracht, was auf mögliche Ausbesserungen von Beschädigungen hinweist. Auf der derzeit nicht sichtbaren Rückseite befinden sich laut einer Beschreibung aus den 1940er Jahren zwei Wetzrillen, ein kleines eingeritztes Kreuz und ein vertieftes kleines Dreieck mit einem Pfeil, bei dem es sich nach damaligen Vermutungen um Zinken handeln könnte.

## Geschichte
Der jetzige Standort des Steinkreuzes entspricht nicht dem ursprünglichen Ort der Aufstellung. Ursprünglich stand es einige Meter weiter östlich. Durch den Bau des Main-Donau-Kanals, der Bundesautobahn 3 und der Schaltanlage wurde die unmittelbare Umgebung des Steinkreuzes nachhaltig verändert. Bis dahin stand das Kreuz abgelegen in der nach ihm benannten Waldabteilung Steinkreuz im sogenannten Krähenholz. Dieser Wald beginnt nunmehr weiter südlich.
Die Bedeutung des wahrscheinlich spätmittelalterlichen Steinkreuzes ist unbekannt. Einer Sage nach wurde hier ein Bauer während der Heuernte vom Gewitter überrascht. Ein Blitz schlug in die Fuhre Heu, wobei der Bauer mit seinen Pferden verbrannte. Außerdem soll man an diesem als unheimlich beschriebenen Ort nachts die Herren von Frauenaurach und Kriegenbrunn miteinander kämpfen hören.